# Музыка (альбом)
«Музыка» — девятый студийный и первый двойной альбом российской певицы Анжелики Варум, выпущенный 11 декабря 2007 года на лейбле «Квадро-Диск».

## Отзывы критиков
Алексей Мажаев поставил альбому три звезды из пяти, отметив, что на альбоме хватает красивых песен, но нет хитов, сравнимых по силе воздействия на аудиторию с «Ля-ля-фа», «Художником, что рисует дождь» или хоть даже «Зимней вишней». Также, по его мнению, сосредоточившись на усыпляющей «взрослой» респектабельности, на почти «джаз-бандовом» звучании, создатели альбома добились того, что диск воспринимается не более чем фоновой, «лаунжевой» работой.

## Список композиций
| №                   | Название                                          | Текст песни         | Музыка                 | Длительность |
| ------------------- | ------------------------------------------------- | ------------------- | ---------------------- | ------------ |
| 1.                  | «Два крыла»                                       | Александр Вулых     | Владимир Пресняков мл. | 3:51         |
| 2.                  | «Июль»                                            | Леонид Агутин       | Леонид Агутин          | 3:34         |
| 3.                  | «О, Варум!»                                       | Леонид Агутин       | Леонид Агутин          | 3:30         |
| 4.                  | «Васильки»                                        | Елена Ленская       | Юрий Варум             | 2:52         |
| 5.                  | «Две дороги, два пути» (дуэт с Леонидом Агутиным) | Леонид Агутин       | Леонид Агутин          | 3:59         |
| 6.                  | «Яблоки»                                          | Алексей Римицан     | Валерий Севастьянов    | 3:45         |
| 7.                  | «Свет от огня»                                    | Леонид Агутин       | Леонид Агутин          | 3:28         |
| 8.                  | «Танцевала»                                       | Сурен Петросян      | Сурен Петросян         | 3:21         |
| 9.                  | «Белый снег» (дуэт с Владимиром Пресняковым мл.)  | Валерий Сауткин     | Владимир Пресняков мл. | 4:14         |
| 10.                 | «Музыка»                                          | Леонид Агутин       | Леонид Агутин          | 3:55         |
| 11.                 | «Ты и я»                                          | Сергей Королёв      | Сергей Королёв         | 3:13         |
| Общая длительность: | Общая длительность:                               | Общая длительность: | Общая длительность:    | 39:42        |

| №  | Название | Режиссёр        | Длительность |
| -- | -------- | --------------- | ------------ |
| 1. | «Ты и я» | Фёдор Бондарчук |              |

| №                   | Название                            | Текст песни                            | Музыка                           | Длительность |
| ------------------- | ----------------------------------- | -------------------------------------- | -------------------------------- | ------------ |
| 1.                  | «Где ты?»                           | Роман Бокарев, Михаил Мшенский         | Роман Бокарев, Михаил Мшенский   | 4:23         |
| 2.                  | «Краски»                            | Лара Д’Элиа                            | Андрей Мисаилов, Мария Максимова | 4:01         |
| 3.                  | «Непогода»                          | Сергей Плигин                          | Сергей Плигин                    | 3:28         |
| 4.                  | «Минутка»                           | Лара Д’Элиа                            | Андрей Мисаилов, Мария Максимова | 3:09         |
| 5.                  | «Где же ты?»                        | Ирина Секачёва                         | Игорь Крутой                     | 3:30         |
| 6.                  | «Таю, таю»                          | Альберт Федосеев, Кирилл Крастошевский | Альберт Федосеев, Юрий Варум     | 4:22         |
| 7.                  | «Пожар»                             | Лара Д’Элиа                            | Андрей Мисаилов                  | 3:30         |
| 8.                  | «Лучшая» (совместно с ВИА «Сливки») | Леонид Агутин                          | Леонид Агутин                    | 3:21         |
| 9.                  | «Пойми меня»                        | Леонид Агутин                          | Леонид Агутин                    | 3:56         |
| 10.                 | «А музыка звучит»                   | Николай Зиновьев                       | Алексей Мажуков                  | 3:52         |
| 11.                 | «Рассветы»                          | Сергей Плигин                          | Сергей Плигин                    | 3:32         |
| Общая длительность: | Общая длительность:                 | Общая длительность:                    | Общая длительность:              | 41:04        |

| №  | Название                            | Режиссёр        | Длительность |
| -- | ----------------------------------- | --------------- | ------------ |
| 1. | «Пожар»                             | Фёдор Бондарчук |              |
| 2. | «Лучшая» (совместно с ВИА «Сливки») | Олег Гусев      |              |

## Участники записи
- Анжелика Варум — вокал, бэк-вокал, продюсер
- Карина Кокс — вокал, бэк-вокал (2-8)
- Константин Горшков — саксофон (1-3), флейта (1-8)
- Алексей Батыченко — труба (1-3), флюгельгорн (1-8)
- Руслан Колин — сопрано-саксофон, вистл (1-9)
- Константин Плеханов — альт-саксофон (1-11)
- Владимир Юнович — альт (1-11)
- Эмиль Яковлев — скрипка (1-11)
- Александр Бах — ударные (2-1)
- Петр Дольский — бас-гитара (2-4)
- Владимир Васильев — гитара (2-6)
- Сергей Обоенков — гитара (2-8)
- Виктор Романов — труба (2-8)
- Сергей Королёв — бас-гитара (1-1, 1-2, 1-5, 1-7, 1-8, 1-10, 2-3, 2-5, 2-8)
- Артур Газаров — ударные (1-2, 1-7, 1-10)
- Илья Покровский — ударные (1-1, 1-3)
- Анатолий Котов — гитара (1-1—1-5, 1-7, 1-8, 1-10, 2-3, 2-5, 2-8, 2-9, 2-11)
- Андрей Звонков — гитара (2-4, 2-7)
- Артур Газаров — перкуссия (1-2, 1-10)
- Олег Пронин — саксофон (2-4, 2-8)
- Евгений Журату — тромбон (1-3, 1-8)
- Олег Масляков — труба (2-4, 2-6, 2-8)
- Михаил Мшенский — запись, сведение (1-3)
- Роман Бокарев — запись, сведение, аранжировка, акустическая гитара (2-1)
- Михаил Мшенский — запись, сведение, фортепиано (2-1)
- Вадим Числов — музыкальный ассистент (2-1)
- Алик Аваков — аранжировка, клавишные (2-8)
- Алексей Пушкарев — аранжировка, труба (2-8)
- Феликс Ильиных — аранжировка (2-10)
- Игорь Полудюк — запись, сведение (2-10)
- Леонид Агутин — аранжировка (1-2, 1-5, 1-7, 1-10), сопродюсирование
- Альберт Федосеев — аранжировка, клавишные (2-3, 2-5, 2-6, 2-8 — 2-11), фортепиано, гармоника, бэк-вокал (2-5, 2-6, 2-9), оркестровка (1-1—1-11), сопродюсирование
- Андрей Мисаилов — аранжировка, клавишные, бэк-вокал (2-2, 2-4, 2-7)
- Игорь Лалетин — программирование (1-1—1-5, 1-7, 1-8, 1-10, 2-3, 2-5, 2-6, 2-8, 2-9, 2-11), запись, сведение (1-1 to 1-5, 1-7—1-11, 2-3, 2-5, 2-6, 2-8, 2-9, 2-11), продюсирование
- Олег Чечик — запись, сведение (2-2, 2-4, 2-7)
- Сергей Рязанцев — запись, сведение (2-2, 2-4, 2-7)
- Андрей Субботин — мастеринг
- Виталий Ларин — исполнительный продюсер
- Юрий Богомаз — обложка
- Профессор Лебединский — фото

Альбом был записан в период с 2000 по 2007 год на студиях: «Салам» (Тверь), ГЦКЗ «Россия» (Москва), VISound (Москва), The Hit Factory Criteria (Майами, Флорида), Fantasy Studio (Москва) и «CSP» (Москва).

## Награды
| Год  | Награда           | Работа                 | Результат | Ист.  |
| ---- | ----------------- | ---------------------- | --------- | ----- |
| 2007 | Золотой граммофон | «Две дороги, два пути» | Победа    | [ 2 ] |

## История релиза
| Регион  | Дата            | Лейбл             | Каталожный код | Формат                      | Ист.  |
| ------- | --------------- | ----------------- | -------------- | --------------------------- | ----- |
| Россия  | 11 декабря 2007 | Квадро-Диск       | KTL07-686      | Компакт-диск                | [ 3 ] |
| Украина | 11 декабря 2007 | Квадро-Диск       | MR 2494-2      | Компакт-диск                | [ 3 ] |
| Мир     | 29 декабря 2012 | Kvadro-Publishing | 3610152203906  | Цифровая загрузка, стриминг | [ 4 ] |